# 스즈키 오사무 (사업가)

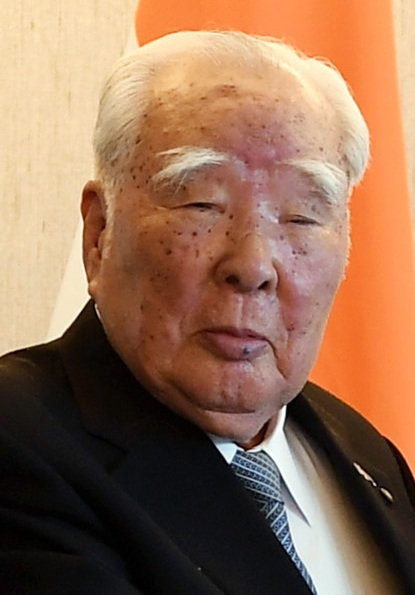

스즈키 오사무(鈴木修, 성 마츠다 松田, 1930년 1월 30일 ~ 2024년 12월 25일)는 일본의 사업가이자 스즈키 자동차 주식회사의 회장이다. 1978년부터 회사의 사장, 회장 또는 CEO를 역임했다. 2021년 2월 회사는 스즈키가 2021년 6월에 은퇴하고 고문이 될 것이라고 발표했다.

## 배경
마츠다 오사무는 1930년 1월 30일 기후현 게로시에서 마츠다 토시키 S.와 슌조 사이에서 태어났다. 1953년 중앙대학교를 졸업한 후 오사무는 지역 은행에서 대출 담당자로 경력을 시작했다. 1950년대 후반에 스즈키 자동차 주식회사의 총대주교인 스즈키 미치오의 손녀인 스즈키 쇼코와 결혼했다. 스즈키 가문에는 남자 후계자가 없었기 때문에 오사무는 가문에 시집갔고, 일본 관습에 따라 오사무는 스즈키 성을 이어받아 스즈키 오사무가 되었다. 회사를 운영하는 네 번째 입양아였다.
쇼코와 스즈키 오사무는 세 자녀를 두었고 시즈오카현 하마마츠에 살았다.
열렬한 골퍼인 스즈키는 90세였던 2020년에 골프를 47번이나 쳤다고 말했다.
스즈키는 2024년 12월 25일 94세의 나이로 하마마츠의 한 병원에서 림프종으로 사망했다.

## 경력
스즈키 오사무는 1958년 스즈키 자동차 주식회사에 입사했다. 하급 관리직을 비롯한 다양한 직책을 거쳐 1963년에 이사에 올랐다. 1967년에 전무이사가 되었고 전무이사로 승진했다. 1972년, 오사무는 1978년에 회사의 사장 겸 CEO가 되었고, 2000년에 CEO 자리에서 물러나 스즈키 자동차 회사의 회장직을 맡았다.
스즈키 자동차 회사의 회장으로 30년 이상 재직한 스즈키 오사무는 세계 자동차 산업에서 가장 오랫동안 재직한 리더 중 한 명으로 보고되었다.

## 유산
스즈키 오사무는 전 세계에서 잠재 구매자를 찾고 비용을 대폭 절감함으로써 보수적인 방식으로 스즈키 제국을 건설했다. 낭비적인 지출을 우려하고 항상 비용 절감 방법을 모색하고 있다고 한다. 한 번은 정기 공장 점검 과정에서 4만 달러의 전기료를 절약하기 위해 전구 1900개를 없애는 등 낭비적인 지출 사례 215건을 언급해 임원들에게 직행승차권 대신 분할승차권을 요구한 것으로 전해졌다. 티켓당 2달러를 절약하고 공장 바닥의 색상을 변경하여 페인트를 절약한다.
그가 CEO로 재임하는 동안 스즈키 주식회사는 글로벌 대기업으로 탈바꿈했다. 거대 자동차 회사가 상당한 존재감을 갖고 있는 190개 국가에 스즈키 메시지를 전파하는 데 성공했다. 첨단 기술을 앞세워 경쟁하는 글로벌 자동차 제조사들과의 정면 대결을 피하겠다는 비전을 갖고 있었다. 대신 그는 자신이 진출한 국가의 자동차 트렌드를 변화시킨 작지만 현대적인 자동차로 미개척 시장을 찾았다. 예를 들어 인도에서는 구식, 구식 자동차가 시장을 장악하고 있던 상황에서 소형 현대식 자동차를 출시하여 자동차 산업에 혁명을 일으켰다고 한다.
스즈키 오사무의 재정 건전성은 스즈키 자동차가 저가 소형차를 팔면서도 여전히 흑자를 내며 거대 자동차 기업으로 성장한 이유 중 하나로 꼽힌다.